# Mintonophis pakistanicus
Mintonophis pakistanicus is een van slang uit de familie waterdrogadders (Homalopsidae).

## Naam en indeling
De wetenschappelijke naam van de soort werd voor het eerst voorgesteld door Robert Friedrich Wilhelm Mertens in 1959. Oorspronkelijk werd de wetenschappelijke naam Enhydris pakistanicus gebruikt.
De soort werd door John C. Murphy en Harold Knight Voris in 2014 aan het geslacht Mintonophis toegewezen en is tegenwoordig de enige vertegenwoordiger van deze monotypische groep. De wetenschappelijke geslachtsnaam Mintonophis (slang (ophis) van Minton) is een eerbetoon aan Sherman Anthony Minton voor zijn bijdrage aan de reptielen en amfibieën in Pakistan. De soortaanduiding pakistanicus betekent vrij vertaald 'van Pakistan'.

## Uiterlijke kenmerken
Mintonophis pakistanicus heeft een dun lichaam en een relatief zeer lange staart. De slang heeft 29 rijen gladde schubben in de lengte op het midden van het lichaam.

## Verspreiding en habitat
De soort komt voor in delen van Azië en leeft endemisch in Pakistan. De habitat bestaat uit vochtige gebieden zoals permanente rivieren en meren.

## Beschermingsstatus
Door de internationale natuurbeschermingsorganisatie IUCN is de beschermingsstatus 'veilig' toegewezen (Least Concern of LC).